# سيزار أدونيس بريتو غونزاليس
سيزار أدونيس بريتو غونزاليس هو لاعب كرة الريشة دومينيكاني، ولد في 10 مايو 1999.

## وصلات خارجية
- سيزار أدونيس بريتو غونزاليس على موقع BWF.tournamentsoftware.com (الإنجليزية)
- سيزار أدونيس بريتو غونزاليس على موقع BWFbadminton.com (الإنجليزية)